# Ван Гуанци
Ван Гуанци (кит. трад. 王光祈, пиньинь Wang Guangqi) (15 августа 1892 г. - 12 января 1936 г.), второе имя Руньюй или Руоюй - китайский общественный деятель и музыкант. Участвовал в Движении 4 мая и других важных событиях того времени. Является одним из основателей Общества китайской молодежи. Он также организовал студенческие группы взаимопомощи, такие как Пекинская группа взаимопомощи по работе и учебе. В 1920 году уехал на обучение в Германию, и стал первым китайским музыковедом, получившим докторскую степень на Западе, что сыграло большую роль в интеграции китайских и западных музыкальных теорий.

## Биография
Ван Гуанци родился в деревне Сяохэ, город Юфу, Вэньцзян, провинция Сычуань (ныне уезд Лючэн, Вэньцзян) в 1892 г. Его отец умер от болезни вскоре после его рождения, и он вырос и воспитывался матерью, Луо Ши. Учился в частной школе Сангуанмяо и Шексюэсян (ныне бывшая резиденция Ван Гуанци). В молодости играл на флейте. В 1908 году поступил в среднюю школу при Высшей школе Чэнду, и в это время он полюбил сычуаньскую оперу. В 1911 году в провинции Сычуань вспыхнуло движение за защиту железных дорог, в котором приняли участие многие его одноклассники.

### Студенческие годы
В 1914 году Ван Гуанци устроился работать секретарем в Музей истории Цин в Пекине, изучал право в Китайском университете и окончил его в июле 1918 года. В то время Ван также работал корреспондентом газеты Sichuan Group Daily в Пекине и редактором газеты Jinghua Daily. В 1918 году семь человек, в том числе Ван Гуанци, Ли Дачжао, Чжоу Тайсюань и Цзэн Ци, создали «Общество китайской молодежи» с просветительскими целями.
На учредительном собрании Общества китайской молодежи 1 июля того же года Ван Гуанци был избран директором исполнительного отдела. Кроме того, он занимался писательской деятельностью. После событий Движения 30 мая в Обществе молодого Китая возникли внутренние разногласия по вопросу подавления выступлений рабочих, Ван находился за границей, и в итоге Общество китайской молодежи пришлось распустить.
Перед этим Мао Цзэдун, приехавший в Пекин в начале октября 1918 года, был представлен Ли Дачжао и вступил в Общество китайской молодежи. По словам Вэй Шичжэня, Мао Цзэдун и Ван Гуанци были в то время очень дружны и часто вели длительные беседы. Ван Гуанци считал себя «довольно практичным» и защищал Мао от чужих нападок. В конце 1919 года Чэнь Дусю, Цай Юаньпей и Ли Дачжао помогли Ван Гуанци основать «Пекинскую группа взаимопомощи по работе и учебе » с целью помочь пекинской молодежи учиться неполный рабочий день.

### Немецкий период
В мае 1920 года он вместе с некоторыми членами Общества китайской молодежи направились из Шанхая в Европу для обучения. Ван Гуанци уехал в Германию и сначала изучал политэкономию во Франкфуртском университете, но его по-прежнему интересовали внутренние дела Китая. Он работал специальным корреспондентом в Германии для Shenbao, Current Affairs News и Morning Post. В 1922 году, поскольку он не мог участвовать во внутренних общественных движениях Китая, он переключился на изучение музыки. В 1927 году он отправился в Берлинский университет, чтобы учиться музыке под руководством Эриха фон Хорнбостеля и других преподавателей, и, наконец, получил докторскую степень в Боннском университете, став первым западным доктором наук в области китайского музыковедения.
За время своего пребывания в Германии он перевел некоторые политические работы и в то же время написал 18 музыкальных монографий и более 40 статей, таких как «Эволюция европейской музыки» и «Музыка восточных народов».Позже работал преподавателем китайского языка в Боннском университете. 12 января 1936 года умер в Бонне.
Его прах был перевезен в Китай Шэнь Цзюньи, где зимой 1941 года Ли Цзижэнь его захоронил. В 1983 году он был перенесен в Сычуаньскую консерваторию, где Ван Гуанци установлен памятник.
Мао Цзэдун так и не узнал о смерти Ван Гуанци. После основания Китайской Народной Республики в 1949 году он хотел пригласить Ван Гуанци в правительство. Узнать о местонахождении Ван Гуанци было поручено Чэнь И, и только тогда Цзэдуну стало известно, что Ван Гуанци скончался.